# NGC 62
NGC 62 هي مجرة حلزونية تقع في كوكبة قيطس، حيث تقع بالتحديد في 00h 17 م 05.4 s, dec -13° 29' 15"، كما أنها تتميز بحجم واضح قد يصل إلى 13.5.

## اكتشاف
تم اكتشاف مجرة NGC 62 من طرف إدوارد ستيفان من فرنسا وذلك بتاريخ 8 تشرين الأول/أكتوبر من العام 1883.